# Provincia marítima de Ibiza
La provincia marítima de Ibiza es una de las treinta provincias marítimas en que se divide el litoral español. Su matrícula es IB y comprende el litoral de las islas de Ibiza y Formentera.
Se divide en tres distritos marítimos:
- Ibiza:  desde latitud 38º 51’.7 N y longitud 1º 17’.8 E (punta de Port Roig) hasta latitud 39º 04’.5 N y longitud 1º 21’.6 E (cabo Albarca).
- San Antonio Abad: desde latitud 39º 04’.5 N y longitud 1º 21’.6 E (cabo Albarca) hasta latitud 38º 51’.7 N y longitud 1º 17’.8 E (punta de Port Roig).
- Formentera: todo su litoral.